# Дуванџија
Дуванџија је мајстор занатлија који се бавио продајом дувана.

## О занату
Дуванџија или духанџија је занатлија који се бавио продајом дувана (духана). Дуван је био уживање и порок. Дуван је сађен у баштама у околини Новог Пазара. Развојем дуванске индустрије држава је увела монопол на сађењ и прераду дувана. Занат дуванџије полако се гаси. Дуван се носио и чувао у дуван кеси. Савијање дувана, као и пушење више је некада било вид дружења.

### Добажутог злата
У Херцеговини је време слободне трговине дуваном означено као доба жутог злата. Многе породице су живеле искључиво од продаје дувана.

## О дувану
Док се није знало за штетност дувана, пушила су га и деца од најранијег доба. Пушили су подједнако и мушкарци и жене. У Новом Пазару су пушили цигарете жене и млади, а старији мушкарци луле и чибуке. Реч потиче од арапског за дим.  